# Francisco de Pedrosa
Francisco de Pedrosa (Madrid, c. 1540 - Guatemala, 1592) fue un humanista y poeta latino español.

## Biografía
De origen hidalgo, entre 1552 y 1555 cruzó el Atlántico junto a sus padres para instalarse en Santiago de Guatemala. Allí regentó por mandato real una cátedra de retórica, solicitada por su primer obispo Francisco del Valle Marroquín en 1548. Debió a empezar a dar clases en 1555. Casó en 1557 con María de Pineda, la hija de un conquistador y desde 1571 sostuvo una milpa donde residía con su esposa, sus doce hijos y una partida de indios sirvientes de la hacienda. En 1583 escribió al rey un memorial quejándose de las deudas que contraía para sostenerla (tenía que dotar a cuatro hijas casaderas) y pidiendo mercedes; se le concedieron en 1586 doscientos pesos anuales durante seis años por haber estado más de treinta años allí enseñando gramática; en 1589 le ampliaron la pensión a quinientos y la hicieron vitalicia, habida cuenta de sus muchas deudas. Entre sus discípulos estuvieron los hijos del poeta Eugenio de Salazar, Pedro y Fernando de Salazar. En 1568 es nombrado catedrático de Gramática en el Colegio de Santo Tomás de Guatemala, donde impartió clases a numerosos clérigos con un salario de doscientos pesos. Pedrosa falleció en dicha ciudad en 1592.
Su epopeya latina, precedida de una epístola nuncupatoria a Felipe II y algunos poemas preliminares, Austriaca sive Naumachia, consta de seis libros y cuatro mil seiscientos ocho versos. La inspiración es sobre todo virgiliana, aunque también hay reminiscencias de Ovidio, Catulo, Silio Itálico y Estacio. Es la epopeya más larga escrita sobre la batalla de Lepanto, y utiliza como material para los datos la Relación de la guerra de Cipre y sucesso de la batalla naual de Lepanto de Fernando de Herrera, publicada en Sevilla en 1572. Mandó la epopeya a Felipe II en 1580 rogándole que la imprimiera y se quejó en otro memorial de 1583 de que nadie le hubiera informado de nada; también envió al menos un borrador a fray Martín de la Cueva pidiéndole que corrigiera el manuscrito; este no pudo dedicarle mucho tiempo y le escribió una carta para excusarse; esta carta excusatoria se incluye en el manuscrito único de la Biblioteca Nacional de España copiada con la misma letra que la epopeya. Por otra parte, hay versos sin acabar y el libro cuarto incluye pasajes tan heterogéneos que, sin duda, se trata de un borrador. Así que el texto conservado es una copia de trabajo copiada y encuadernada por otra persona en fecha posterior y realizada desde un cartapacio con diversos papeles del autor.